# Баћин Дол
Баћин Дол је насељено место у саставу општине Церник у Бродско-посавској жупанији, Република Хрватска.

## Историја
До територијалне реорганизације у Хрватској налазио се у саставу старе општине Нова Градишка.

## Становништво
На попису становништва 2011. године, Баћин Дол је имао 381 становника.

## Попис1991.
На попису становништва 1991. године, насељено место Баћин Дол је имало 441 становника, следећег националног састава:
| Попис 1991.‍ | Попис 1991.‍ | Попис 1991.‍ | Попис 1991.‍ | Попис 1991.‍ |
| ----------- | ----------- | ----------- | ----------- | ----------- |
|             |             |             |             |             |
| Хрвати      | Хрвати      |             | 414         | 93,87%      |
| Југословени | Југословени |             | 5           | 1,13%       |
| Срби        | Срби        |             | 4           | 0,90%       |
| Италијани   | Италијани   |             | 1           | 0,22%       |
| непознато   | непознато   |             | 17          | 3,85%       |
| укупно: 441 |             |             |             |             |